# العلاقات الباهاماسية المارشالية
العلاقات الباهاماسية المارشالية هي العلاقات الثنائية التي تجمع بين باهاماس وجزر مارشال.

## مقارنة بين البلدين
هذه مقارنة عامة ومرجعية للدولتين:
| وجه المقارنة                                              | باهاماس      | جزر مارشال                     |
| --------------------------------------------------------- | ------------ | ------------------------------ |
| المساحة (كم2)                                             | 13.88 ألف    | 181                            |
| عدد السكان (نسمة)                                         | 395.36 ألف   | 53.13 ألف                      |
| الكثافة السكانية (ن./كم²)                                 | 28.48        | 29.35 ألف                      |
| العاصمة                                                   | ناساو        | ماجورو                         |
| اللغة الرسمية                                             | لغة إنجليزية | لغة إنجليزية، اللغة المارشالية |
| العملة                                                    | دولار بهامي  | دولار أمريكي                   |
| الناتج المحلي الإجمالي (بليون دولار)                      | 12.16 مليار  | 199.40 مليون                   |
| الناتج المحلي الإجمالي (تعادل القوة الشرائية) بليون دولار | 8.92 مليار   | 207.25 مليون                   |
| الناتج المحلي الإجمالي الاسمي للفرد دولار أمريكي          | 22.82 ألف    | 3.38 ألف                       |
| الناتج المحلي الإجمالي للفرد دولار أمريكي                 |              | 3.80 ألف                       |
| مؤشر التنمية البشرية                                      | 0.790        |                                |
| رمز المكالمات الدولي                                      | +1242        | +692                           |
| رمز الإنترنت                                              | .bs          | .mh                            |
| المنطقة الزمنية                                           | 00           | ت ع م+12:00                    |

## منظمات دولية مشتركة
يشترك البلدان في عضوية مجموعة من المنظمات الدولية، منها:
| علم المنظمة | اسم المنظمة                                 | تاريخ انضمام باهاماس | تاريخ انضمام جزر مارشال |
| ----------- | ------------------------------------------- | -------------------- | ----------------------- |
|             | تحالف الدول الجزرية الصغيرة                 | ?                    | ?                       |
|             | البنك الدولي للإنشاء والتعمير               | 21 أغسطس 1973        | 21 مايو 1992            |
|             | يونسكو                                      | 23 أبريل 1981        | 30 يونيو 1995           |
|             | الاتحاد الدولي للاتصالات                    | 19 أغسطس 1974        | 22 فبراير 1996          |
|             | مؤسسة التمويل الدولية                       | 8 ديسمبر 1986        | 23 سبتمبر 1992          |
|             | منظمة الشرطة الجنائية الدولية               | ?                    | ?                       |
|             | مؤسسة التنمية الدولية                       | 23 يونيو 2008        | 19 يناير 1993           |
|             | الأمم المتحدة                               | 18 سبتمبر 1973       | 17 سبتمبر 1991          |
|             | مجموعة دول أفريقيا والكاريبي والمحيط الهادئ | ?                    | ?                       |
|             | منظمة حظر الأسلحة الكيميائية                | ?                    | ?                       |